# ギラッド・コーヘン

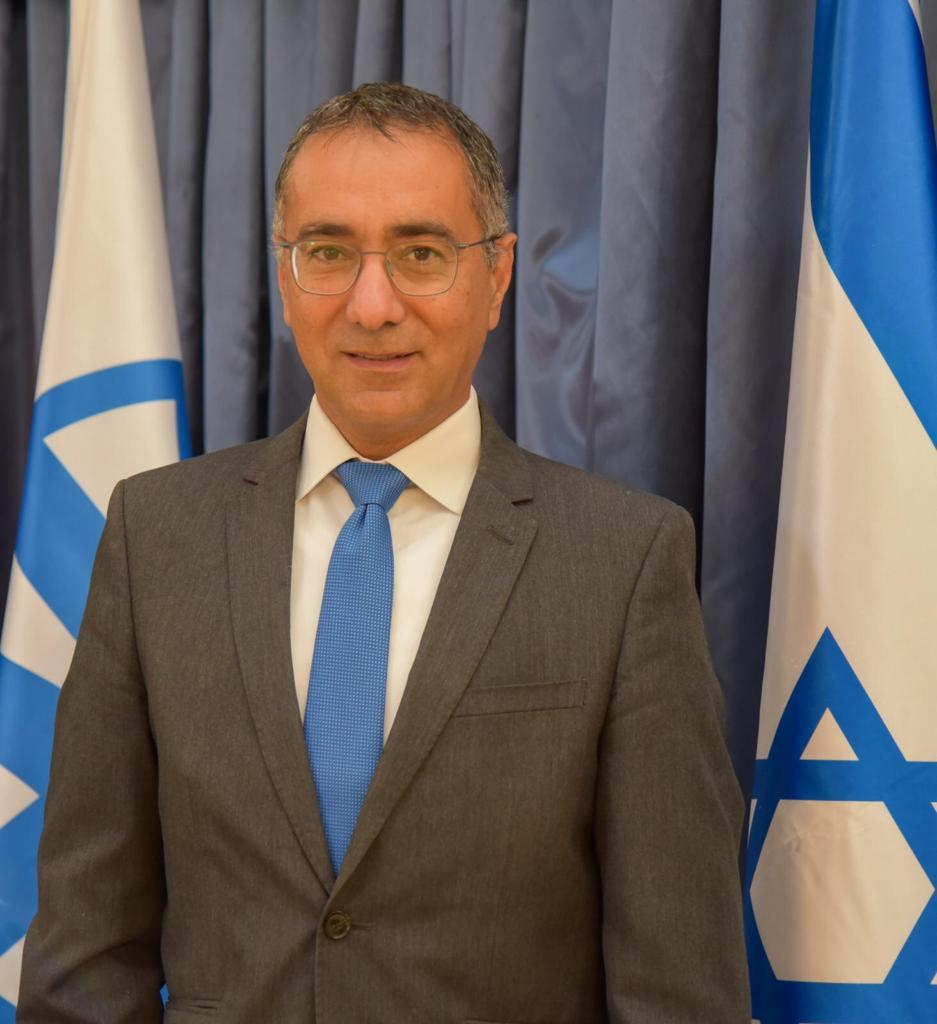
ギラッド・コーヘン大使（2021年）

ギラッド・コーヘン（ヘブライ語: גלעד כהן、英語: Gilad Cohen、1967年10月11日 - ）は、イスラエルの外交官、大使。国防軍での兵役、ヘブライ大学での修学、マーゲン・ダビド公社（赤十字社のイスラエル版）での奉仕活動を経て、1994年に外務省へ入省。その後、ブラジル、トルコ、アメリカ合衆国での在外勤務やエルサレムの本省勤務を経て、2021年より駐日大使。また、本省勤務のかたわら2020年にテルアビブ大学で安全保障・外交の修士号を取得している。母国語のヘブライ語に加えて、英語とポルトガル語に堪能。既婚で3児の父。

## 経歴
- 1985年 - 1988年: 国防軍 兵役[2][3]
- 1988年 - 1992年: マーゲン・ダビド公社（赤十字社のイスラエル版）教官[2][3]
- 1994年 - 1996年: 外務省 外交官研修生[2][3]
- 1996年 - 1999年: 在ブラジル大使館（ポルトガル語版） 政務書記官[2][3]
- 1999年 - 2001年: 在トルコ大使館 政務書記官[2][3]
- 2001年 - 2004年: 外務省 調整局調整部 政務書記官[2][3]
- 2004年　　　　　　: 外務省 調整局調整部 政務参事官[2][3]
- 2004年 - 2008年: 在ニューヨーク国際連合政府代表部（ヘブライ語版、英語版） 政務参事官[2][3]
- 2008年 - 2011年: 外務省 調整局調整部 部長[2][3]
- 2011年 - 2014年: 外務省 調整局局長次官室 室長[2][3]
- 2014年 - 2017年: 外務省 次官室 調整外交担当次官補[2][3]
- 2017年 - 2021年: 外務省 アジア太平洋担当次官補[2][3]
- 2021年 - （現職）: 駐日大使[2][3]

## 日本との関係
アジア太平洋担当次官補在任中の2021年1月28日、ビデオ会議形式で開催された第2回日本・イスラエル外務・防衛当局間協議にイスラエル外務省の代表としてコーヘン次官補が参加した。
2021年6月20日、イスラエル内閣がコーヘンを次期駐日大使に任命。同年7月にイスラエルで日本・イスラエル間のベンチャービジネスに携わる実業家や投資家が集う「Big in Japan」会議が開催された際、彼は次期駐日イスラエル大使としてパネルディスカッションに登壇し、大使として日本に赴任するに当たって日本からイスラエルへの投資を増やし両国の経済協力関係をより一層強化することを自身の抱負として掲げた。同じく7月には日本電信電話（NTT）が自社の子会社としてイスラエルに技術拠点「NTT Innovation Laboratory Israel」を設立しており、同月29日にイスラエルで開催された設立記念式典には、前駐日イスラエル大使館経済公使でNTTイスラエル拠点長を務めるノア・アッシャーやヨアズ・ヘンデル通信大臣、水嶋光一大使に加えて、コーヘン次期駐日大使も参加した。
2021年10月3日、任地である日本に到着。COVID-19防疫のための自主隔離期間を経て、同年11月5日、コーヘン次期大使は日本国防衛省航空幕僚長の井筒俊司空将を訪問し、両国間の防衛協力や防衛交流の重要性を確認すると共に、イスラエルの先進的な防衛装備・技術についても意見を交換した。
2021年11月25日、コーヘンは皇居で信任状を捧呈して駐日大使に就任した。同年12月21日、日本記者クラブにおいて会見を開き、日本とイスラエルの二国間関係の現状と展望、中東情勢などについて語った。また、同記者会見において、コーヘン大使は「（世界は）北朝鮮に核兵器を持つことを許してしまった。イランも同じようなことになりかねない」と警鐘を鳴らし、イランの脅威を取り除くためには外交努力や経済制裁だけでは不充分で、それら圧力の支えとして軍事力が必要であるとの認識を示した。